# Zatoka Kambajska
Zatoka Kambajska – jedna z zatok Morza Arabskiego. Znajduje się u brzegów Indii. Wcina się 250 km między półwysep Kathijawar i Indyjski. Jej głębokość sięga 36 metrów. W zatoce są wysokie pływy – do 11,9 metra. Obszar jest zlewnią rzek: Sabarmati, Mahi, Narmada, Tapti.
W zatoce prowadzono prace archeologiczne.